# Bratków
Bratków [pronunciación en polaco: /ˈbratkuf/] es un pueblo ubicado en el distrito administrativo de Gmina Sławno, dentro del Distrito de Opoczno, Voivodato de Łódź, en Polonia central. Se encuentra aproximadamente a 7 kilómetros al norte de Sławno, a 13 kilómetros al noroeste de Opoczno, y a 60 kilómetros al sureste de la capital regional Łódź.